# Challenge Henry Groutards 1967
La temporada de 1967 de la Challenge Henry Groutards, anomenada també Màster Internacional de trial, fou la 4a edició d'aquest campionat, organitzat per la FIM. El calendari oficial constava de 4 proves puntuables, celebrades entre el 2 d'octubre de 1966 i el 9 d'abril de 1967. Don Smith va guanyar amb la Greeves la segona de les dues Challenges que va guanyar al llarg de la seva carrera. Al contrari de l'edició anterior, els britànics van ser pràcticament absents del torneig en aquesta ocasió. Tret de Smith, l'únic anglès de nivell a participar-hi va ser Gordon Farley, encara amb la Triumph.
En aquella edició, quatre catalans van poder puntuar durant la Challenge, tots ells amb Bultaco: Joan Soler Bultó (el millor d'ells, en setzena posició final), Casimir Verdaguer, Oriol Puig Bultó i Manuel Giró.
A partir de 1968, l'antiga Challenge Henry Groutards ja s'anomenà Campionat d'Europa de trial, cosa que li atorgà un prestigi superior i en va fer augmentar l'interès, tant per part dels pilots anglesos (els millors a l'època) com dels fabricants.

## Sistema de puntuació
| Posició | 1  | 2  | 3  | 4  | 5  | 6  | 7  | 8  | 9  | 10 | 11 | 12 | 13 | 14 | 15 | 16 | 17 | 18 | 19 | 20 |
| Punts   | 25 | 22 | 20 | 18 | 16 | 15 | 14 | 13 | 12 | 11 | 10 | 9  | 8  | 7  | 6  | 5  | 4  | 3  | 2  | 1  |

## Calendari
| Ronda | Data         | Any  | Prova    | Lloc      | Guanyador      |
| ----- | ------------ | ---- | -------- | --------- | -------------- |
| 1     | 2 d'octubre  | 1966 | Suïssa   | Oberiberg | Don Smith      |
| 2     | 16 d'octubre | 1966 | Bèlgica  | Dison     | Don Smith      |
| 3     | 23 d'octubre | 1966 | Alemanya | Bielefeld | Andreas Brandl |
| 4     | 9 d'abril    | 1967 | França   | Sancerre  | Gordon Farley  |

## Classificació final
| Posició | Pilot             | Motocicleta     | Punts |
| ------- | ----------------- | --------------- | ----- |
| 1       | Don Smith         | Greeves         | 92    |
| 2       | Gustav Franke     | Zündapp         | 82    |
| 3       | Andreas Brandl    | Zündapp         | 70    |
| 4       | Günter Sengfelder | Zündapp         | 67    |
| 5       | Christian Rayer   | Greeves/Bultaco | 67    |
| 6       | Hans Rudolf Wyss  | Bultaco         | 46    |
| 7       | André Simens      | Bultaco         | 44    |
| 8       | Gordon Farley     | Triumph         | 25    |
| 9       | Siegfried Gienger | Zündapp         | 22    |
| 10      | Alain Chaligne    | Greeves         | 21    |
|         |                   |                 |       |
| 16      | Joan Soler Bultó  | Bultaco         | 15    |
|         |                   |                 |       |
| 21      | Casimir Verdaguer | Bultaco         | 13    |
|         |                   |                 |       |
| 30      | Oriol Puig Bultó  | Bultaco         | 9     |
|         |                   |                 |       |
| 40      | Manuel Giró       | Bultaco         | 4     |